# Теган

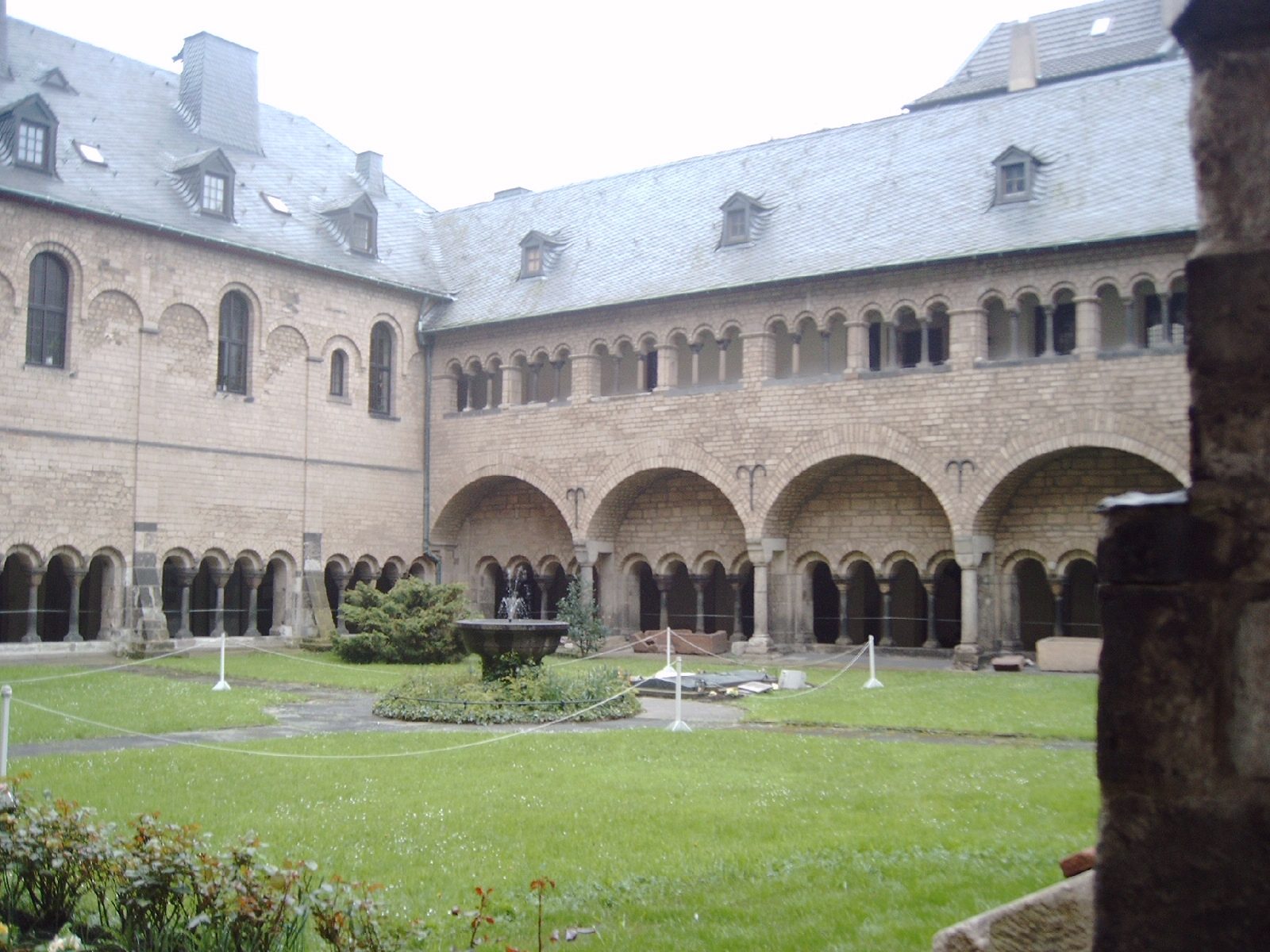
Монастырь Святого Кассия в Бонне

Теган (также Деган и Теган Трирский; нем. Thegan, Degan, Theganbert, лат. Theganus Treverensis; около 800 — 20 марта 849 или 852) — франкский историк первой половины IX века, автор латинского сочинения «Деяния императора Людовика» (лат. Gesta Hludowici imperatoris), описывающего правление императора Людовика I Благочестивого.

## Биография
О жизни Тегана известно немного. Предполагается, что он происходил из знатной франкской семьи, проживавшей в междуречье Мааса и Мозеля. Его имя Thegan (Degan) происходит от древневерхненемецкого Degen — «воин», «дружинник» (вар. theganbert — «известный воин», «знатный дружинник»). Вероятно, он учился в школе при Лоршском монастыре близ Вормса, где занимался также составлением хартий. Образование его, однако, не отличалось полнотой, так как из всех античных авторов он познакомился лишь с сочинениями Вергилия, Овидия и Гомера.
Он рано стал клириком и около 825 года получил должность хорепископа Трирской архиепархии. После 842 года Теган получил должность пробста в монастыре Святого Кассия и церкви Святого Флоренция в Бонне. В 844 году он перенёс в монастырь Мюнстерайфель мощи святых Хризанта и Дарии, переданные аббатом Марквардом Прюмским.
Теган был знаком со многими церковными деятелями своего времени, однако наиболее тесные отношения у него были с известным церковным писателем аббатом монастыря Райхенау Валафридом Страбоном, который отзывается о Тегане как о человеке высоком и статном, большом эрудите и защитнике христианства в своей епархии. Сохранилось письмо Валафрида, адресованное Тегану, и посвящённое ему стихотворение.
Год смерти Тегана точно не установлен: называются даты от 848 до 852 года. Точно известно, что он был жив ещё в 847 году. Дата его смерти установлена по мартирологу монастыря Святого Максимина в Трире.

## Сочинения
Единственное известное сочинение Тегана — «Деяния императора Людовика» (лат. Gesta Hludowici imperatoris), сохранившееся в восемнадцати рукописях, в двух из которых они носят название «Жизнь императора Людовика» (лат. Vita Ludovici Imperatoris). Оно написано между осенью 836 и летом 837 года под впечатлением недавних событий войны Людовика I Благочестивого с сыновьями, особенно событий 833 года, приведших к временному отстранению императора от власти. Не установлено точно, кто являлся заказчиком «Деяний императора Людовика», но адресованы они королевскому двору и высшему духовенству.
Написанные вульгарной латынью, «Деяния» не являются чисто историческим произведением, соединяя в себе жанры хроники и жития. В своей работе Теган, похоже, не пользовался какими-либо письменными источниками, даже «Анналами королевства франков». По его собственным словам, он опирался на «многочисленные истории и рассказы отцов», написано, излагая события, главным образом, на основе личных наблюдений и рассказов очевидцев. Среди последних, помимо вышеназванного Маркварда, можно назвать аббата Лоршского монастыря Адалунга, настоятеля Вайсенбургского монастыря Гримальда и графа Лангау Гебхарда. При описании личности Людовика I за основу было взято биографическое сочинение Эйнхарда «Жизнь Карла Великого» (лат. Vita Caroli Magni), вероятно, использовались также «Деяния мецких епископов» Павла Диакона, «Генеалогия дома Каролингов» и некие неизвестные анналы, возможно, «Лоршские» или «Муассакские». 
«Деяния» начинаются с родословия рода Арнульфингов, предков Каролингов, происходящего от Святого Арнульфа Мецского, предположительно составленного не самим Теганом, а Валафридом Страбоном. Затем следует погодовое изложение событий во Франкском государстве за 814—835 годы, прерываемое описанием внешности и характера императора Людовика. Наиболее подробно описаны события 831—835 годов, очевидцем которых был сам Теган.
Являясь горячим сторонником Людовика Благочестивого, Теган с большой пристрастностью и резкостью обрушивается на его противников. Из них главными виновниками смуты объявляются Лотарь I и архиепископ Реймса Эббон. Последний вызывает ненависть со стороны Тегана ещё и тем, что происходил из низов франкского общества, «мерзких крестьян», а также выступал против хорепископата. Отзывы об Эббоне столь пристрастны, что редактор «Деяний» Валафрид, простолюдин по рождению, считает необходимым немного оправдать в своём прологе опального прелата. В то же время, сам император выставляется исключительно жертвой предательства, невиновность которого, в конце концов, помогла ему возвратить престол. Выставляя в невыгодном свете Лотаря, Теган превозносит его брата Людовика Немецкого, которого изображает верным союзником своего отца.
Являясь представителем ортодоксального франкского духовенства, Теган трактует исторические события с позиций христианской экзегетики, объясняя их ссылками на Священное писание и рассматривая как повторение библейских сюжетов на новом витке истории. Вместе с тем, он критикует императора Людовика не только за расточительность, но и за неуместную для светского правителя религиозность, осуждая его за отвращение к народным франкским преданиям.
Сочинение Тегана изначально создавалось как единый текст, но в 840-х годах Валафрид разделил его на 58 глав и написал предисловие. Около 838 года неизвестный автор из монастыря Святого Кастора в Кобленце, возможно, знакомый с Теганом, добавил к его труду описание событий 836 и 837 годов, сохранившееся в единственной рукописи, переписанной в XI веке в Северной Италии и находящейся ныне в собрании Австрийской национальной библиотеки в Вене.
Несмотря на свою тенденциозность в описании смуты во Франкском государстве, «Деяния Людовика» являются ценным историческим источником, одним из основных для времени правления Людовика I Благочестивого. При жизни Тегана они не имели широкой известности, но приобрели популярность в эпоху правления Карла II Лысого, вероятно, заинтересованного в создании образа идеального правителя, которому должны были подражать его преемники на троне.
В большинстве из сохранившихся манускриптов текст «Деяний» соседствует с текстами других исторических произведений эпохи Каролингов, в частности, вышеназванных «Анналов королевства франков» и «Жизни императора Людовика» Астронома, а также «Поэмой в честь императора Людовика» (лат. Carmina in honorem Hludowici Caesaris) Эрмольда Чёрного.
Впервые сочинение Тегана было напечатано в 1588 году в Париже историком и правоведом Пьером Питу. Научное издание его увидело свет в 1829 году в Ганновере во втором томе Monumenta Germaniae Historica под редакцией немецкого историка Георга Генриха Пертца, и практически без изменений переиздано было в 1851 году в Париже учёным аббатом Жаком Полем Минем в 106-м томе «Patrologia Latina». Новейшее академическое издание, подготовленное швейцарским историком-медиевистом директором библиотеки Санкт-Галленского монастыря Эрнстом Тремпом, выпущено в 1995 году в Ганновере в новой серии Monumenta Germaniae Historica. Первый полный русский перевод был выполнен именно по нему историком-медиевистом А. И. Сидоровым и опубликован в 2003 году петербургским издательством «Алетейя» (переиздан в 2019 году).

## Издания
- Thegan. Vita Hludowici Imperatoris // Monumenta Germaniae Historica. Scriptores (in Folio) (SS). T. 2. Scriptores rerum Sangallensium. Annales, chronica et historiae aevi Carolini. — Hannoverae: Impensis Bibliopolii Avlaci Hahniani, 1829. — S. 585—604. Архивировано 1 марта 2019 года.
- Thegan. Gesta Hludowici imperatoris // Monumenta germaniae Historica. Scriptores rerum Germanicarum in usum scholarum separatim editi (SS rer. Germ.). T. 64. Thegan, Die Taten Kaiser Ludwigs. Astronomus, Das Leben Kaiser Ludwigs. — Hannover: Hahnsche Buchhandlung, 1995. Архивировано 1 марта 2019 года.
- Theganus Trevirensis Chorepiscopu. Vita Ludovici Imperatoris / Migne J.-P // Patrologia Latina. — Vol. 106. — Col. 405—430.
- Теган. Деяния императора Людовика. — СПб.: Издательство «Алетейя», 2003. — 192 с. — 1000 экз. — ISBN 5-89329-603-6.
- Теган Трирский. Деяния императора Людовика // Династия Каролингов. От королевства к империи, VIII—IX века / Пер. с лат., ст. и комм. А. И. Сидорова. — СПб.: Евразия, 2019. — С. 171—232. — (Chronicon). — ISBN 978-5-8071-0442-7.